# Elimia gibbera
Elimia gibbera là một loài ốc nước ngọt với một nắp trong họ Pleuroceridae. Đây là loài đặc hữu của Hoa Kỳ. Nó đã tuyệt chủng.